# Petrovčić
Petrovčić (cyr. Петровчић) – wieś w Serbii, w mieście Belgrad, w gminie miejskiej Surčin. W 2011 roku liczyła 1394 mieszkańców.